# 变异腔吻鳕
变异腔吻鳕（学名：Coelorhynchus commutabilis）为輻鰭魚綱鱈形目鼠尾鳕科腔吻鳕属的鱼类。分布于菲律宾吕宋岛北部及东部外海、苏禄和北婆罗洲沙巴东侧外海以及南中国海琉南沙群岛东北部海马滩以东等，多生活于水深685.9米以及底为珊瑚沙。该物种的模式产地在南中国海南沙群岛东北部海马滩以东。